# Irlanda del Norte en la Copa Mundial de Fútbol de 1958
Irlanda del Norte fue una de las 16 selecciones participantes de la Copa Mundial de Fútbol de Suecia 1958, la cual fue su primera aparición en un mundial.

## Contexto

### Dimensión política
Desde 1920 la isla de Irlanda se dividió en dos entidades políticas distintas. Por un lado, el Estado de Irlanda, que obtuvo su independencia, y, por el otro, Irlanda del Norte, nación constitutiva del Reino Unido. Mientras que algunos deportes no cambiaron en nada su organización y mantuvieron un esquema administrativo en toda la isla como el rugby o los juegos gaélicos, esta partición provocó cambios profundos para otros deportes.
De hecho, dos federaciones se enfrentaron a organizar el fútbol en toda la isla, a pesar de la frontera oficial que separaba a los dos países. En el norte, la Asociación Irlandesa de Fútbol (IFA) regulaba el fútbol desde el siglo xix, y en el sur se creó la Asociación de Fútbol de Irlanda (FAI) en 1921. Esta nueva federación creó de forma rápida un campeonato de liga, la Liga de Irlanda, y formó la selección de fútbol de Irlanda. En 1923, la Federación Internacional de Fútbol Asociación (FIFA) reconoció a la FAI como el organismo rector del fútbol para el Estado Libre Irlandés, con la condición de que tomara el nombre de «Asociación de Fútbol del Estado Libre Irlandés», lo cual hicieron.
Al mismo tiempo, la IFA continuó organizando su conjunto nacional con base en toda Irlanda, seleccionando regularmente jugadores del Estado Libre Irlandés. Durante este período algunos jugadores norirlandeses como Harry Chatton también actuaron para el Estado Libre Irlandés. En 1936, la FAI, que hasta entonces había convocado jugadores principalmente en función de su pertenencia al Estado Libre Irlandés, tomó la misma política que su vecino del norte y también llamó a jugadores de toda Irlanda. A partir de esta fecha, un total de 39 jugadores disputaron encuentros para ambos equipos. Las dos selecciones también llevaban el nombre de «selección de Irlanda», lo que hizo la situación aún más compleja.
Desde 1928, la IFA, al igual que las demás asociaciones de las naciones británicas, no estuvo afiliada a la FIFA, por lo que las dos «Irlanda» pudieron coexistir sin encontrarse nunca, ya que no participaban de las mismas competiciones. En 1946, cuando el fútbol internacional apenas reanudaba su actividad, la separación de la IFA y la FAI volvió al primer plano de las noticias por el hecho de que la selección de fútbol de Inglaterra debía enfrentarse a ambos equipos en amistosos programados en menos de una semana. La Asociación Inglesa de Fútbol solicitó a las dos asociaciones irlandesas que solo nominaran a futbolistas de su jurisdicción, citando la regla vigente de la FIFA.
La asociación de Irlanda del Norte, junto con los demás organismos rectores de las naciones británicas, se unieron a la FIFA en 1948, con el objetivo de participar de la Copa Mundial de Fútbol. El Campeonato Británico de Naciones de 1949-50 sirvió como grupo clasificatorio. Así, Irlanda del Norte acogió el primer partido de clasificación para un Mundial de una selección británica. Este partido, jugado en Belfast contra Escocia terminó con una derrota para el conjunto norirlandés por 2-8. Irlanda del Norte terminó la competencia en último lugar, con un solo punto conseguido ante Gales. Durante este encuentro, disputado en Wrexham, la IFA salió por última vez al campo de juego con un equipo que consideraba a jugadores de toda la isla de Irlanda. Esta selección contaba con cuatro jugadores nacidos durante el período de entreguerras en el Estado Libre de Irlanda: Tom Aherne, Reg Ryan, Davy Walsh, y el capitán Con Martin. Estos cuatro futbolistas jugaron previamente para la Irlanda en las clasificatorias para la Copa Mundial, lo que significó que actuaron para dos asociaciones diferentes en el mismo evento de FIFA.
La FAI tomó medidas para evitar que los jugadores nacidos en el territorio nacional de Irlanda pudieran participar en el equipo de la IFA. Se instó a todos los futbolistas nacidos en la República y que jugaran en las ligas británicas a firmar un compromiso de no integrar la selección de Irlanda del Norte en caso de ser convocados. Johnny Carey fue el último en firmar el compromiso en abril de 1950. La regla 35(b) de la FAI establecía al mismo tiempo que todos los jugadores que participaban en el campeonato irlandés debían firmar el compromiso antes de la validación de una transferencia a un campeonato extranjero.
En respuesta, la IFA presentó una queja ante la FIFA contra esta regla. El organismo rector del fútbol internacional respondió que la regla va en contra de las leyes del fútbol, pero al mismo tiempo afirma que la IFA no tiene derecho a nominar a «ciudadanos de la República de Irlanda». Se hizo una excepción para los encuentros del Campeonato Británico de Naciones, a causa de un acuerdo de la International Football Association Board de 1923 que regulaba las intervenciones de la FIFA en las relaciones entre las naciones británicas. Sin embargo, esta excepción solo debía ser válida «si la FAI no tiene objeción»; nunca dio su aprobación.
Tanto la IFA como la FAI continuaban jugando bajo el nombre de «selección de Irlanda». En el Congreso de la FIFA de 1953, se modificó la regla 3 para que una selección nacional debiera utilizar una denominación de un país o territorio reconocido política y geográficamente. La FAI entonces utilizó la regla 3 para reclamar el derecho a usar la palabra «Irlanda», pero la FIFA dictaminó más tarde que no se podía hacer referencia a ningún equipo como «Irlanda», al decretar que el equipo de la FAI se denominaba oficialmente como «selección de la República de Irlanda», y el de la IFA «selección de Irlanda del Norte».
La IFA obtuvo en 1954 la autorización de la FIFA, en los términos del acuerdo de 1923, para utilizar el término de «Irlanda» para los partidos internacionales disputados en casa. Esta práctica, reservada con mayor frecuencia para los partidos del Campeonato Británico de Naciones, no se interrumpió hasta finales de la década de 1970.

### Una selección nueva
La selección de Irlanda del Norte está en 1957, fecha de inscripción para las clasificatorias para el Mundial de Suecia 1958, en una cierta paradoja. Es una de las selecciones más antiguas por su fecha de creación. Su primer partido oficial, bajo el título de «selección de Irlanda», en representación de toda la isla, fue el 18 de febrero de 1882, mientras que su primera afiliación a la FIFA data de 1911.
En el momento del sorteo de las clasificatorias para el Mundial de 1958, la selección de Irlanda del Norte estaba entre las menos esperadas. Su inexperiencia a nivel internacional la convirtió en una desconocida para otros equipos nacionales. Aparte de los partidos del Campeonato Británico de Naciones, Irlanda del Norte casi no disputó encuentros internacionales. Después de la partición de Irlanda, los norirlandeses solo jugaron contra equipos británicos con la excepción de Noruega en mayo de 1922, Sudáfrica en septiembre de 1924 y Francia en febrero de 1928, y después de la Segunda Guerra Mundial, y, por lo tanto, luego de su ingreso a la FIFA, en 1951 y 1952.

## Clasificación

### Sorteo
El sorteo de clasificación para la Copa del Mundo de 1958 se llevó a cabo el viernes 27 de abril de 1956. Esta edición ofreció un importante avance para las selecciones británicas. Mientras que el Campeonato Británico de Naciones sirvió como torneo de clasificación en 1950 y 1954, los equipos británicos se unieron a otras naciones europeas en el sorteo de las clasificatorias para el Mundial de Suecia, luego de unirse a la FIFA en 1950. La vieja fórmula garantizaba la presencia de dos equipos británicos en la Copa del Mundo. La noticia hizo que las selecciones británicas sean como las demás en un momento en el que la idea predominante seguía siendo que lo «británico es mejor».
El sorteo no tuvo mucha atención en la prensa de Irlanda del Norte. Este desinterés pareció ser el reflejo de las pocas esperanzas puestas por los norirlandeses en la clasificación de su selección. El delantero Billy Bingham recordaba que «la prensa decía que era un grupo complicado y que la clasificación sería complicada. Por supuesto, fue un desafío para nosotros: juegas contra mejores jugadores, mejores equipos, equipos que han llegado lejos en muchas competencias.».
En el papel, la esperanza de clasificación parecía limitada. Irlanda del Norte era la más pequeña de los cincuenta y tres países involucrados, y el sorteo la puso en el grupo 8, junto con dos rivales muy fuertes: Italia y Portugal. Los italianos eran dos veces campeones del mundo, en 1934 y 1938, y participaron de todas las ediciones desde Francia 1934. Los últimos resultados de Portugal indicaban que no era un conjunto fácil de vencer: derrotaron a España, empataron 2-2 frente a Hungría, y se inclinaron solo 0-1 frente a Brasil. Portugal vio la llegada de una nueva generación de jugadores como Mário Coluna, que brillarían en la década siguiente. Por su parte, Irlanda del Norte no ganaba el Campeonato Británico de Naciones desde 1914, y estaba acostumbrada a los últimos puestos.

### Grupo 8

#### Portugal vs. Irlanda del Norte
El camino a Suecia comenzó en Lisboa el 16 de enero de 1957. El entrenador Peter Doherty solo convocó para este encuentro a doce jugadores. Al enterarse de que la organización de Lisboa tenía previsto entonar Amhrán na bhFiann, el himno de Irlanda, la delegación norirlandesa logró asegurarse de que de que en su lugar fuera cantado God Save the Queen, el himno británico. Para el encuentro, la Federación Portuguesa de Fútbol hizo una concesión a Irlanda del Norte, ya que cambió el día del partido desde el domingo por la tarde, al sábado por la noche, debido a la negativa de los norirlandeses de jugar los domingos. Este encuentro fue el primero de la selección portuguesa en ser disputado en casa con iluminación artificial.
El partido comenzó bien para Irlanda del Norte. En el minuto 5, Billy Bingham marca luego de un tiro de esquina ejecutado por Peter McParland. Tiempo después Portugal empató el encuentro con tanto de Manuel Vasques, también producto de un tiro de esquina. Los norirlandeses dominaron la segunda mitad, mantuvieron el dominio de balón y obligaron al portero contrario Carlos António Gomes a realizar múltiples atajadas. El partido finalizó con empate 1-1.
| 16 de enero de 1957 | Portugal    | 1-1     | Irlanda del Norte | Estádio José Alvalade, Lisboa                               |                                                             |
|                     | Vasques 33' | Reporte | Bingham 5'        | Asistencia: 30 000 espectadores Árbitro(s): Marcel Lequesne | Asistencia: 30 000 espectadores Árbitro(s): Marcel Lequesne |

#### Italia vs. Irlanda del Norte
El segundo encuentro tuvo lugar en Roma el 25 de abril de 1957 en el Estadio Olímpico ante 70 000 espectadores. Los norirlandeses sufrieron muy temprano un gol de Sergio Cervato. El resto del partido vio al conjunto de Irlanda del Norte asediar el arco italiano sin éxito, y tres de sus tiros dieron en los postes en los últimos 10 minutos. El Glasgow Herald lo denominó como el «equipo más desafortunado». Este encuentro permitió a los dos católicos del equipo, Peter McParland y Gerry Morgan, miembro de la delegación, realizar una breve peregrinación al Vaticano.
| 25 de abril de 1957 | Italia     | 1-0     | Irlanda del Norte | Estadio Olímpico, Roma                                     |                                                            |
|                     | Cervato 3' | Reporte |                   | Asistencia: 70 000 espectadores Árbitro(s): Maurice Guigue | Asistencia: 70 000 espectadores Árbitro(s): Maurice Guigue |

#### Irlanda del Norte vs. Portugal
Una semana después del encuentro de Roma, los norirlandeses recibieron a los portugueses en Belfast. El partido tuvo lugar el miércoles 1 de mayo de 1957 en Windsor Park ante 32 000 espectadores. Mientras que los portugueses llegaron allí una semana antes del cotejo, los norirlandeses, por su parte, siguieron disputando sus encuentros en torneos locales. Esto se debió al hecho de que la Asociación Inglesa de Fútbol, entonces organizadora del campeonato inglés, eximió a los jugadores ingleses de los partidos de clubes durante los encuentros de la selección nacional, pero este acuerdo no incluía a los norirlandeses. El equipo de Doherty incluso tuvo que prescindir de Jackie Blanchflower y de McParland, retenidos por su club para un partido de copa que se jugaba dos días después del encuentro internacional.

## Resultados
Irlanda del Norte fue eliminada en los cuartos de final.

### Grupo 1
| País              | J | G | E | P | GF | GC | PTS |
| ----------------- | - | - | - | - | -- | -- | --- |
| Alemania Federal  | 3 | 1 | 2 | 0 | 7  | 5  | 4   |
| Irlanda del Norte | 3 | 1 | 1 | 1 | 4  | 5  | 3   |
| Checoslovaquia    | 3 | 1 | 1 | 1 | 8  | 4  | 3   |
| Argentina         | 3 | 1 | 0 | 2 | 5  | 10 | 2   |

| 8 de junio de 1958 | Irlanda del Norte | 1-0     | Checoslovaquia | Örjans Vall, Halmstad                               |                                                     |
|                    | Cush 20'          | Reporte |                | Asistencia: 10 647 espectadores Árbitro(s): Seipelt | Asistencia: 10 647 espectadores Árbitro(s): Seipelt |

| 11 de junio de 1958 | Argentina                                     | 3-1     | Irlanda del Norte | Örjans Vall, Halmstad                              |                                                    |
|                     | Corbatta 38' (pen.) · Menéndez 55' · Avio 59' | Reporte | McParland 3'      | Asistencia: 14 174 espectadores Árbitro(s): Ahlner | Asistencia: 14 174 espectadores Árbitro(s): Ahlner |

| 15 de junio de 1958 | Alemania Federal      | 2-2     | Irlanda del Norte | Malmö Stadion, Malmö                               |                                                    |
|                     | Rahn 20' · Seeler 79' | Reporte | McParland 19' 60' | Asistencia: 21 990 espectadores Árbitro(s): Campos | Asistencia: 21 990 espectadores Árbitro(s): Campos |

| 17 de junio de 1958                                           | Irlanda del Norte | 2-1 (t. s.) | Checoslovaquia | Malmö Stadion, Malmö                             |                                                  |
|                                                               | McParland 44' 99' | Reporte     | Zikán 19'      | Asistencia: 6196 espectadores Árbitro(s): Guigue | Asistencia: 6196 espectadores Árbitro(s): Guigue |
| Partido de desempate para definir al segundo lugar del grupo. |                   |             |                |                                                  |                                                  |

### Cuartos de final
| 19 de junio de 1958 | Francia                                         | 4-0     | Irlanda del Norte | Idrottsparken, Norrköping                               |                                                         |
|                     | Wisnieski 44' · Fontaine 55' 63' · Piantoni 68' | Reporte |                   | Asistencia: 11 800 espectadores Árbitro(s): Gardeazabal | Asistencia: 11 800 espectadores Árbitro(s): Gardeazabal |